# Alvarezsaurus
 Alvarezsaurus  („Alvarezechse“) ist eine Gattung theropoder Dinosaurier aus der Oberkreide (Turonium bis Santonium) von Südamerika. Seine Fossilien werden auf ein Alter von ca. 94 bis 86 Millionen Jahren datiert und wurden in Argentinien gefunden. Alvarezsaurus war ein basales Mitglied der nach ihm benannten Familie Alvarezsauridae.

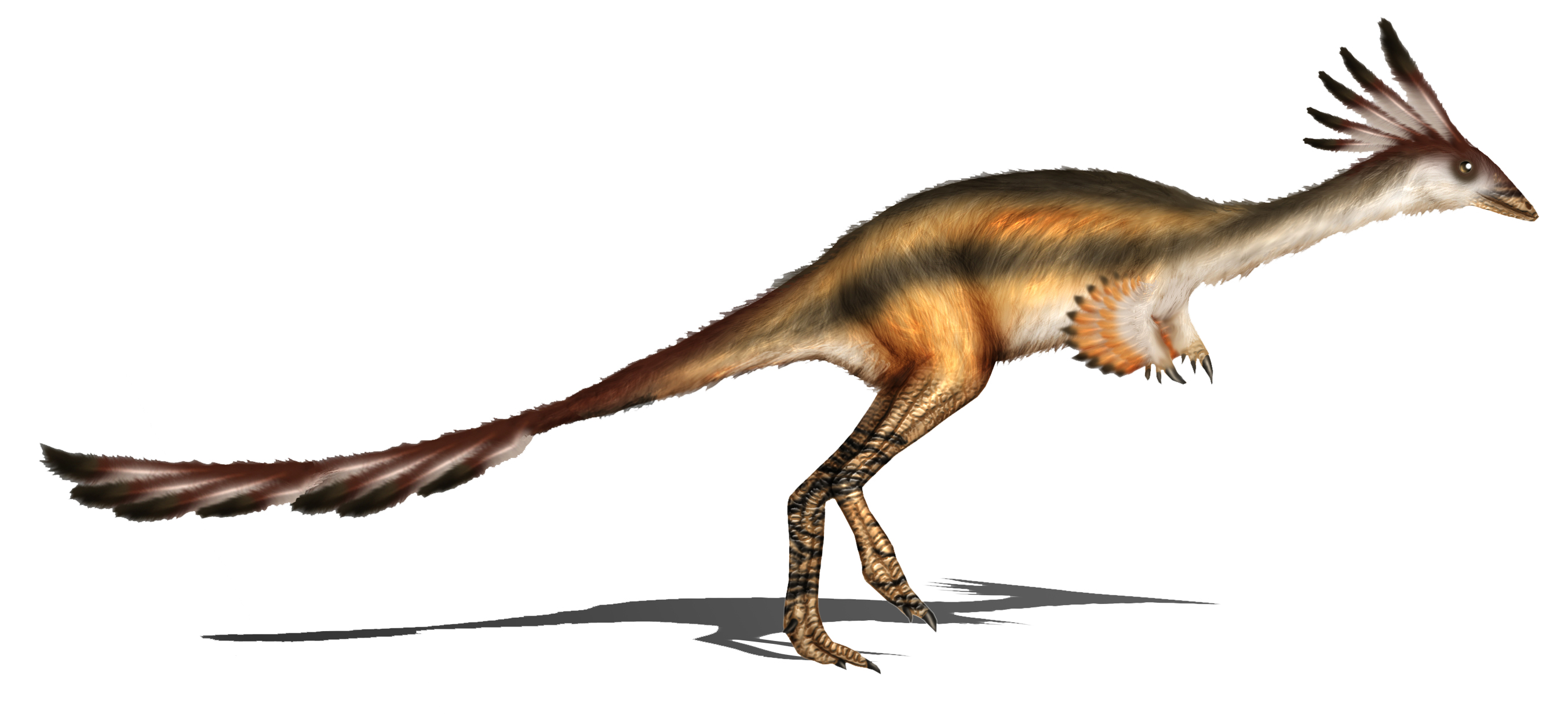
Lebensbild von Alvarezsaurus calvoi

Ein Skelett ohne Schädel wurde 1987 in der Bajo-de-la-Carpa-Formation an den Ufern des Río Colorado gefunden, und 1991 von dem Paläontologen José Fernando Bonaparte wissenschaftlich beschrieben. Die Gattung wurde nach dem argentinischen Historiker Gregorio Alvarez benannt.
Alvarezsaurus war wahrscheinlich ein schneller Läufer und hatte einen Schwanz, der ungefähr zwei Drittel der Gesamtlänge des Tieres einnahm. Wahrscheinlich wurde Alvarezsaurus etwa 2 Meter lang und wog ca. 20 Kilogramm. Vermutlich ernährte er sich von Insekten. Er trug wahrscheinlich ein Federkleid und dürfte endotherm gewesen sein.
Alvarezsaurus war ein basaler Alvarezsauridae. Typisch für diese Gruppe war die Hand; sie besaßen nur eine Kralle. Kladogramm nach Xu u. a. (2011):
|                         | Achillesaurus                                                   |
|                         |                                                                 |
|                         | Alvarezsaurus                                                   |
|                         |                                                                 |
|                         | \| \| Patagonykus \| \| \| \| \| \| Parvicursorinae \| \| \| \| |
| Vorlage:Klade/Wartung/3 |                                                                 |
|                         | Patagonykus                                                     |
|                         |                                                                 |
|                         | Parvicursorinae                                                 |
|                         |                                                                 |

|  | Patagonykus     |
|  |                 |
|  | Parvicursorinae |
|  |                 |

|                         | Achillesaurus                                                   |
|                         |                                                                 |
|                         | Alvarezsaurus                                                   |
|                         |                                                                 |
|                         | \| \| Patagonykus \| \| \| \| \| \| Parvicursorinae \| \| \| \| |
| Vorlage:Klade/Wartung/3 |                                                                 |
|                         | Patagonykus                                                     |
|                         |                                                                 |
|                         | Parvicursorinae                                                 |
|                         |                                                                 |

|  | Patagonykus     |
|  |                 |
|  | Parvicursorinae |
|  |                 |